# Ojciec nasz Bandera, Ukraina matka
Ojciec nasz Bandera, Ukraina matka (ukr. «Батько наш – Бандера, Україна – мати!»; Bat’ko nasz Bandera, Ukrajina maty) – ukraińska pieśń o ciężko rannym ukraińskim partyzancie i jego pogrążonej w żałobie matce, wychwalająca przywódcę OUN-B Stepana Banderę. Nagrywane są także pieśni o podobnej treści, ale z inną melodią, jak np. „O tam pod Lwowem (Jawor zielony)”, „O tam pod Kijowem (Jawor zielony)”, „O, w lesie pod zielonym dębem”, „O, tam pod Chustem, pod zielonym dębem”. 
W marcu 2019 roku w internecie pojawiło się nagranie przedstawiające wykonanie piosenki jej przez chór studentów teologii pod kierunkiem Anatolija Zinkiewicza, księdza Cerkwi Prawosławnej Ukrainy. Musiało jednak powstać wcześniej, ponieważ Zinkiewicz zmarł 13 lutego 2019. 22 stycznia 2020 roku zespół wokalny duchowieństwa Pentarchia zaśpiewał tę piosenkę w domu, w którym urodził się Stepan Bandera.
Jesienią 2021 roku grupa lwowskich uczniów zaśpiewała ją podczas lekcji i opublikowała nagranie na TikToku. 
Ich flash mob zapoczątkował akcję nagrywania krótkich filmów, przedstawiających osoby śpiewające piosenkę i rozpowszechnianych w mediach społecznościowych. Do inicjatywy przyłączyli się sportowcy, celebryci i politycy. Grupa posłów partii Europejska Solidarność zaśpiewała pieśń w ukraińskim parlamencie. Był wśród nich między innymi Wołodymyr Wjatrowycz, były szef Ukraińskiego Instytutu Pamięci Narodowej. Nagranie z parlamentu umieścił na Facebooku 1 października 2021 polityk Ołeksij Honczarenko.